# Park Inn by Radisson Berlin Alexanderplatz
Park Inn by Radisson Berlin Alexanderplatz is een wolkenkrabber, gelegen aan de Alexanderplatz in Berlijn, Duitsland. Het gebouw is 125 meter hoog en telt 41 verdiepingen. Tot het hoogste punt gemeten heeft het hoogte van 132 meter. Het gebouw is in gebruik als hotel.

## Geschiedenis
Het hotel werd tussen 1967 en 1970 tijdens de DDR-tijd gebouwd, als een onderdeel van de Interhotel-keten en opende in 1970 met de naam Stadt Berlin. Na de val van de Muur en het verdwijnen van de DDR, wisselde het hotel een aantal malen van eigenaar en naam. Vanaf 1990 heette het Forum Hotel en sinds 2003 draagt het de naam Park Inn.
Het gebouw is door Roland Korn, Heinz Scharlipp, en Hans-Erich Bogatzky in de Internationale Stijl ontworpen. In 2005 werd vanaf mei tot november de hele gevel van het gebouw vervangen.

## Galerij

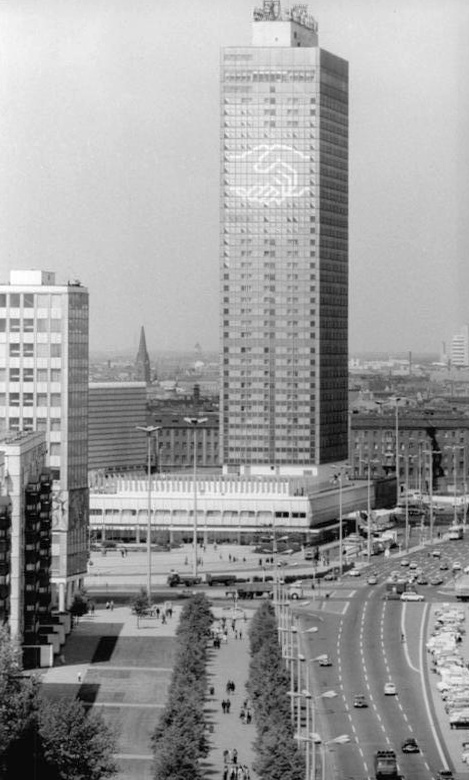
Het toenmalige Interhotel Stadt Berlin in 1976
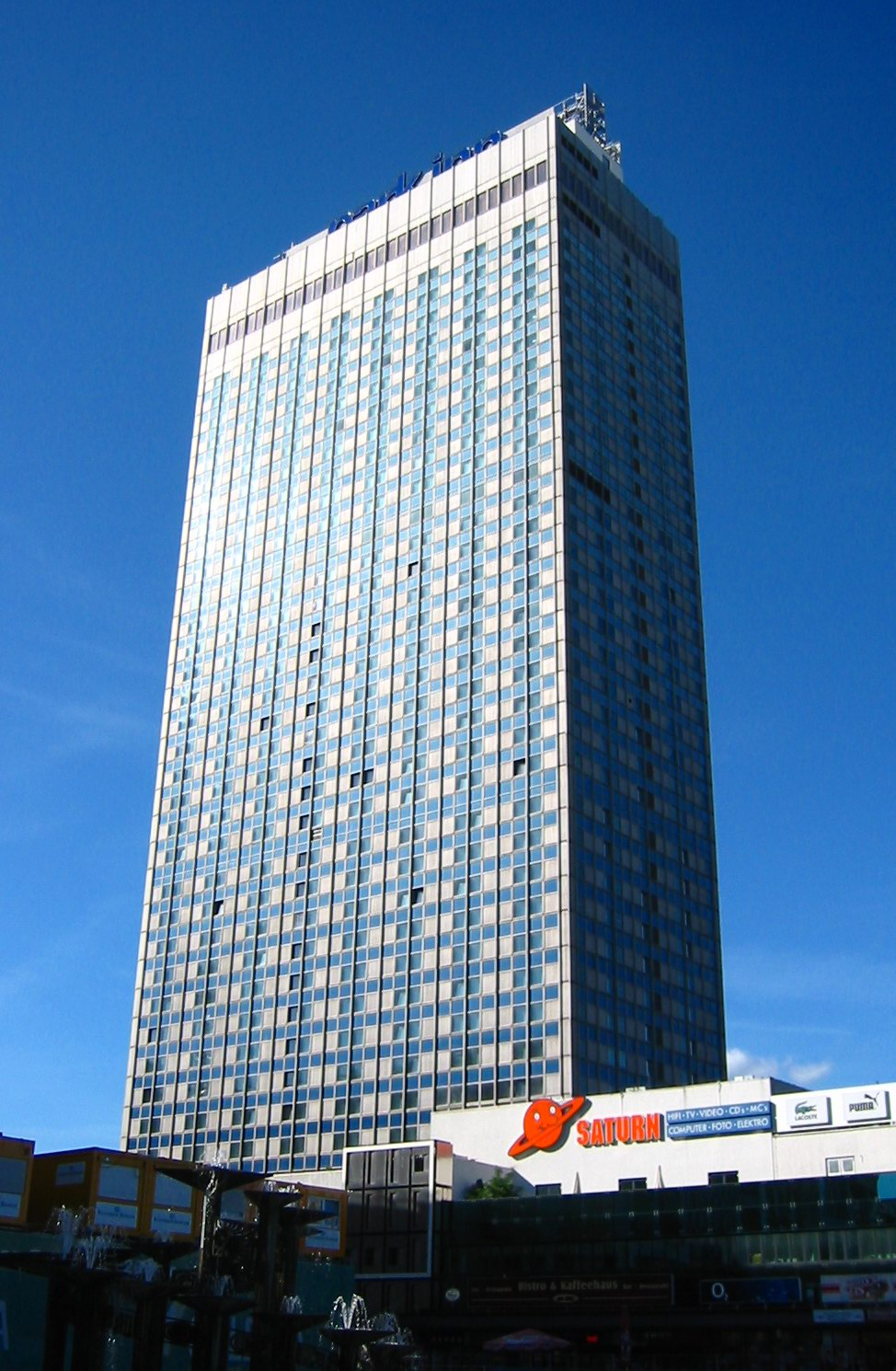
Park Inn by Radisson Berlin Alexanderplatz voor de renovatie van de gevel op 24 juni 2005
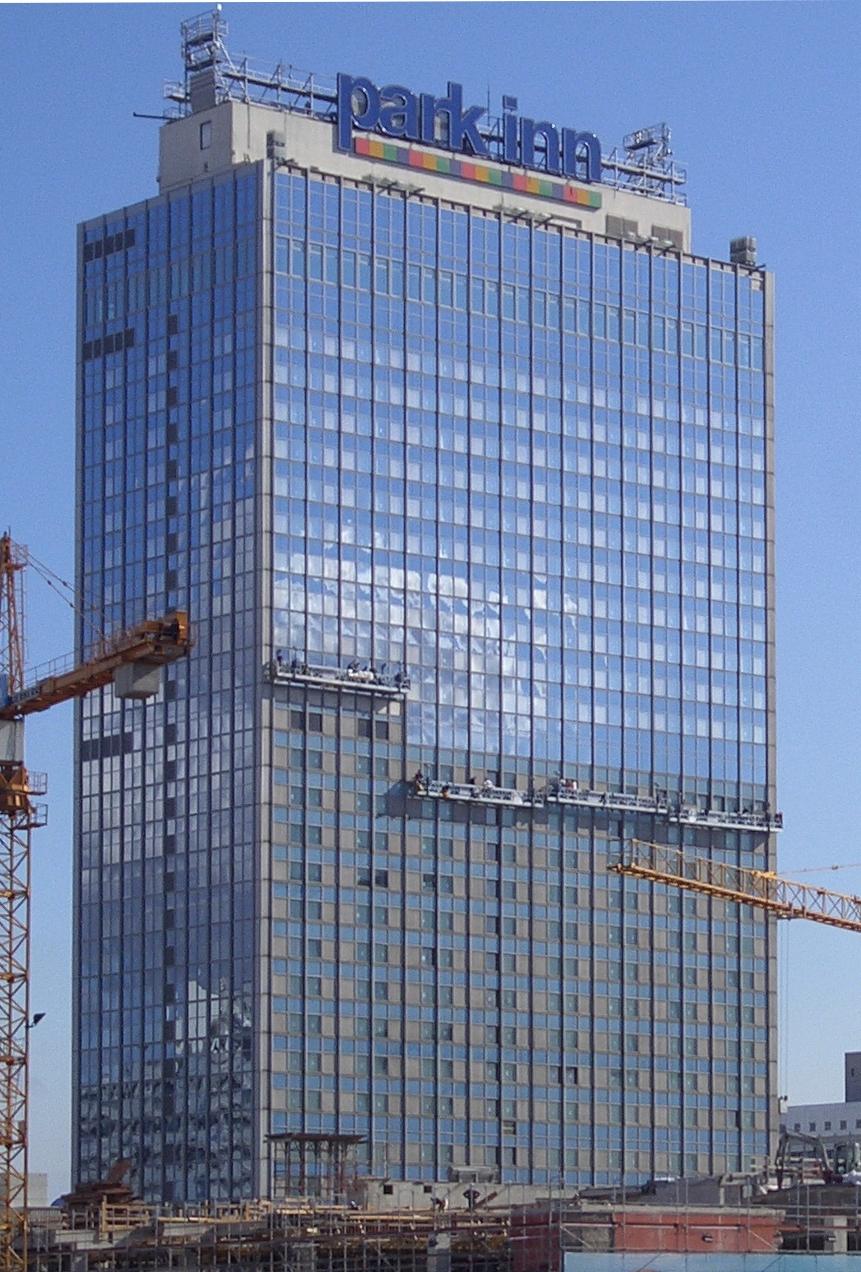
Park Inn Berlin tijdens de renovatie van de gevel op 20 september 2005
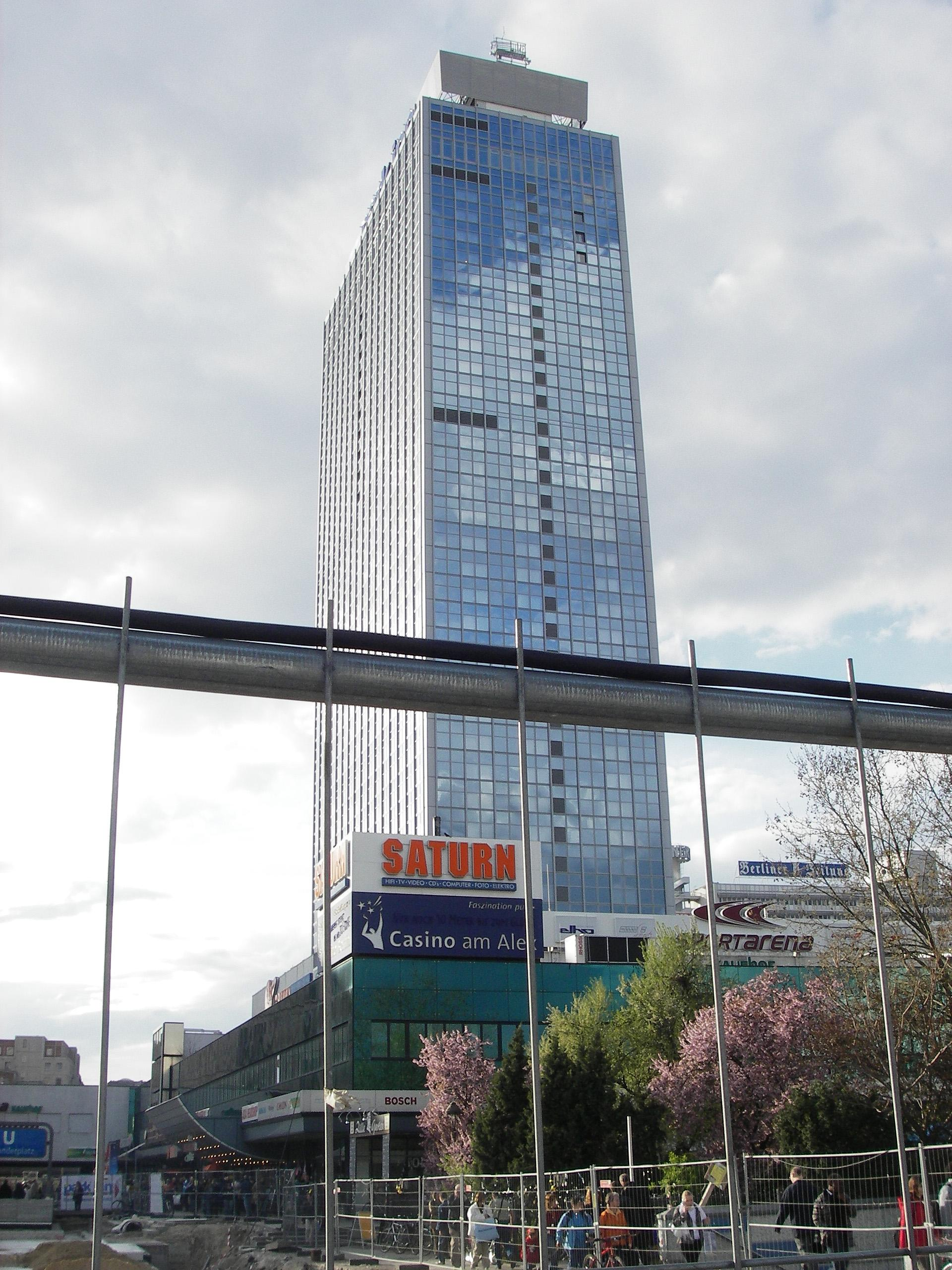
Park Inn Berlin na de renovatie van de gevel op 27 april 2006
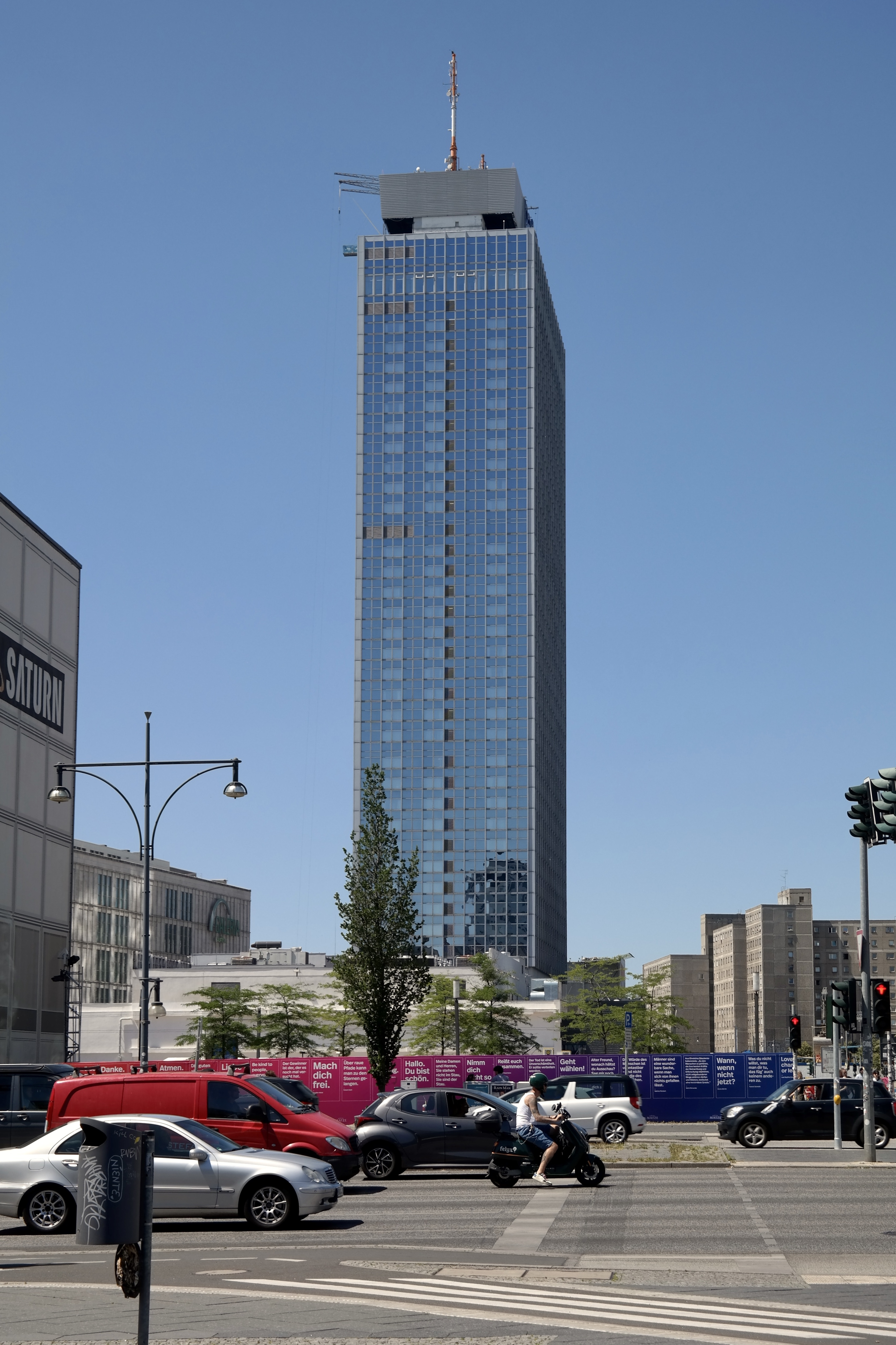
Zijaanzicht in de zomer van 2022